# Yawmon Akhar
Awmon Akhar (يوم اخر; Engels: A Perfect Day) is een Duits-Frans-Libanese film uit 2005, geschreven en geregisseerd door Joana Hadjithomas en Khalil Joreige. De film ging in première in augustus op het filmfestival van Locarno en won er verscheidene prijzen.

## Verhaal
Malek is een 26-jarige jongeman die lijdt aan slapeloosheid en nog steeds geobsedeerd is door zijn ex-vriendin Claudia. Hij woont in Beiroet bij zijn moeder Claudia die hem overbeschermt en die nog steeds problemen heeft door de ontvoering van haar man tijdens de burgeroorlog vijftien jaar geleden.

## Rolverdeling
| Acteur            | Personage |
| ----------------- | --------- |
| Ziad Saad         | Malek     |
| Julia Kassar      | Claudia   |
| Alexandra Kahwagi | Zeina     |

## Prijzen en nominaties
De belangrijkste:
| Jaar | Prijs                    | Categorie         | Genomineerde(n)                     | Uitslag  |
| ---- | ------------------------ | ----------------- | ----------------------------------- | -------- |
| 2005 | Filmfestival van Locarno | Don Quixote Award | Joana Hadjithomas en Khalil Joreige | Gewonnen |
| 2005 | Filmfestival van Locarno | FIPRESCI-prijs    | Joana Hadjithomas en Khalil Joreige | Gewonnen |